# Oulches
Oulches ist eine französische Gemeinde mit 420 Einwohnern (Stand: 1. Januar 2022) im Département Indre in der Region Centre-Val de Loire; sie gehört zum Arrondissement Le Blanc und zum Kanton Saint-Gaultier. Die Einwohner werden Oulchois genannt.

## Geographie
Oulches liegt etwa 32 Kilometer südwestlich von Châteauroux am Flüsschen Brion. An der nördlichen Gemeindegrenze verläuft die Creuse.
Nachbargemeinden von Oulches sind Ciron im Norden und Westen, Chitray im Nordosten, Rivarennes im Osten und Nordosten, Luzeret im Südosten, Prissac im Süden sowie Chalais im Südwesten.

## Bevölkerungsentwicklung
| Jahr                       | 1962 | 1968 | 1975 | 1982 | 1990 | 1999 | 2006 | 2018 |
| Einwohner                  | 678  | 676  | 589  | 566  | 528  | 374  | 409  | 409  |
| Quellen: Cassini und INSEE |      |      |      |      |      |      |      |      |

## Sehenswürdigkeiten
- Kirche Saint-Nazaire
- Ruine des Priorats Notre-Dame in Longefont aus dem 12. Jahrhundert, seit 2007 Monument historique
- Schloss Cors
- Schloss Montaignon aus dem 16. Jahrhundert, seit 1972 Monument historique

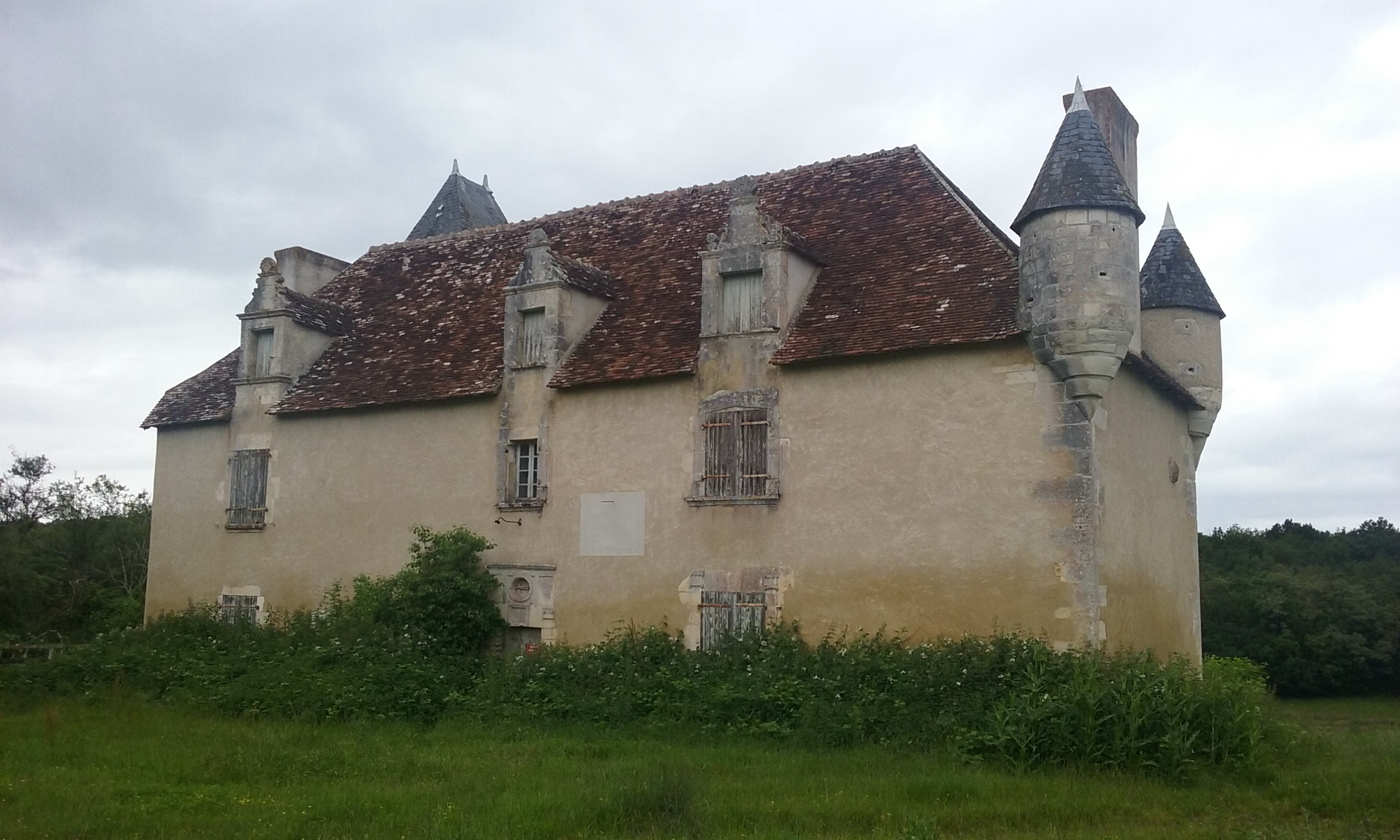
Schloss Montaignon

## Persönlichkeiten
- Prosper Blanchemain (1816–1879), Dichter und Literaturkritiker